# 好燙詩社

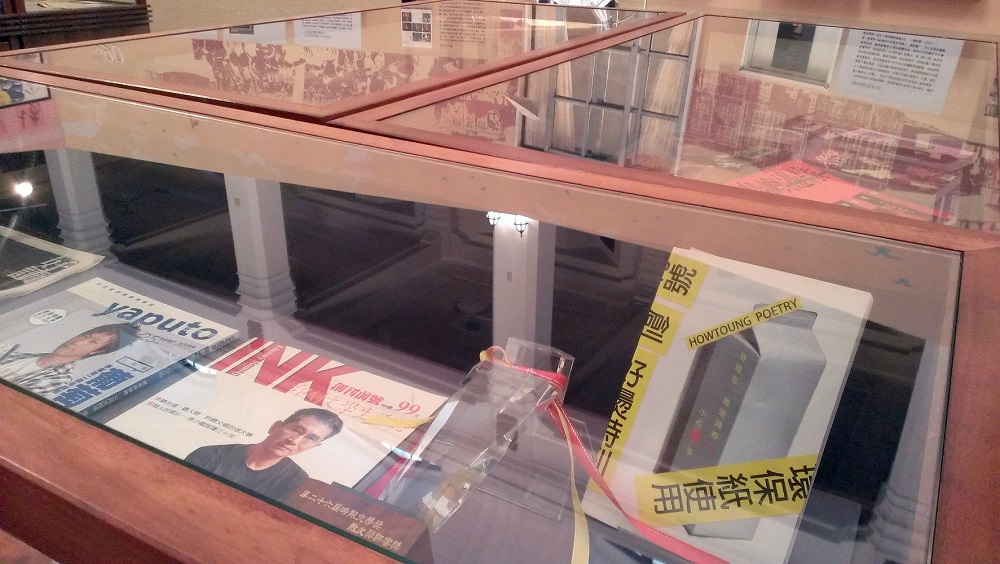
好燙詩刊（圖右）於臺北市中山堂展出。（2013臺北文學季）

好燙詩社，2010年由詩人煮雪的人、鶇鶇共同創立，主張新的結構形式與獨特的價值觀，2011年1月開始發行紙本刊物《好燙詩刊》，並於2020年轉型為Podcast詩刊。 成員包含煮雪的人、鶇鶇、李東霖、若斯諾·孟、賀婕、小令等。

## 歷史沿革
發行之刊物《好燙詩刊》曾推出「我很醜但是有人愛」徵詩活動，推動「養成一種從平淡中見新奇的新新美學」。 詩學研究者楊宗翰將好燙詩社稱為「最年輕的詩歌游擊隊」，並認為好燙詩社之成員悠游於網路世界及Youtube，以「城市游擊」對抗「正規作戰」，藉禁忌書寫燒世俗陋規。 國立臺灣大學中文系兼任助理教授陳建男指出，不僅研究者喜歡將同世代的創作者放在一起觀察，年輕的創作者也常以群體取代單打獨鬥，詩人有較明顯的結社；而某些角度上《好燙詩刊》中的詩作類似於《衛生紙詩刊》，有些突破原有美學框架的作品，挑戰讀者的閱讀習慣；而創辦《衛生紙詩刊》之詩人鴻鴻分析臺灣本地新興詩社團／詩刊時，點名《好燙詩刊》等其他詩刊「鋒頭最健」。
在《2014臺灣詩選》中，《好燙詩刊》首度與聯合報、中國時報、自由時報、中華日報、人間福報五份報紙副刊以及笠詩刊、創世紀詩刊等十一種文學期刊，成為入選選詩之媒體範疇。 秉持創新性與實驗性，好燙詩社有感於近年短小詩以拼貼式、破碎的感官印象鋪陳詩意，於2015年4月號發行以「Epyllion史詩」為主題之《好燙詩刊》，試圖反轉現代詩「小詩化」趨勢，串聯每首作品的「正文」、「題目」與「作者」，打通詩語境和詩意，強調詩的敘事性，在重現經典史詩敘事的深邃、緩慢和浪漫之外，依舊不脫《好燙詩刊》慣有的遊戲性。 2017臺北詩歌節，邀請到來自臺灣、美國、奈及利亞、日本、越南、香港與義大利的詩人以及聲音藝術家共同參與，其中「詩傳播的未來主義」講座由《好燙詩刊》編輯煮雪的人、於寫作募資平台工作的沈嘉悅以及「每天為你讀一首詩」創辦人洪崇德一同來談談對臺灣當代詩的觀察。

## 外部連結
- 好燙詩社的Facebook專頁